# Бензилбензоат
Бензилбензоат — це органічна сполука, яку використовують як ліки та засіб від комах, а саме, для лікування корости та вошей. Для лікування корости переважно використовують перметрин або малатіон. Бензилбензоат наносять на шкіру у вигляді примочок та зазвичай достатньо двох-трьох нанесень. Ця сполука також входить до складу перуанського бальзаму, бальзаму Толу та ряду квітів.
Побічні ефекти бензилбензоату можуть включати подразнення шкіри. Не рекомендується для застосування у дітей. Його також використовують в інших тварин, окрім кішок, для яких бензилбензоат є токсичним, але чому незрозуміло.
Бензилбензоат вперше був досліджений у медицині в 1918 році. Зараз входить до списку основних лікарських засобів Всесвітньої організації охорони здоров'я. Бензилбензоат продається під торговою назвою Scabanca, а також доступний як дженерик. В Сполучених Штатах — недоступний для медичного використання.

## Використання

### У медицині
Бензилбензоат є ефективним і недорогим місцевим засобом для лікування корости у людини . Також він має судинорозширювальну та спазмолітичну дію через що присутній у багатьох ліках від астми та кашлюку. Його використовують як допоміжну речовину в деяких препаратах для тестостерон-замісної терапії (наприклад, для лікування гіпогонадизму .
Бензилбензоат використовується як місцевий акарицид, скабіцид і педикулицид у ветеринарних лікарнях .

### Немедичне застосування
Бензилбензоат використовують як репелент від москітів, кліщів і комарів . А також, як носій барвників, розчинник для похідних целюлози, пластифікатор і фіксатор у парфумерній промисловості.

## Побічні ефекти
Бензилбензоат має низьку гостру токсичність для лабораторних тварин. Він швидко гідролізується до бензойної кислоти та бензилового спирту. Згодом бензиловий спирт метаболізується до бензойної кислоти. Кон'югати бензойної кислоти ( гіпурова кислота та глюкуронід бензойної кислоти) швидко виводяться з сечею .  У разі введення великих доз лабораторним тваринам бензилбензоат може викликати гіперзбудження, втрату координації, атаксію, судоми та параліч дихання.
Бензилбензоат може викликати подразнення шкіри, якщо його використовувати як місцевий засіб від корости . Передозування може призвести до утворення пухирів і кропив’янки або висипу як алергічної реакції .
Як допоміжна речовина в деяких ін’єкційних препаратах для заміни тестостерону, бензилбензоат був причиною анафілаксії в Австралії. Bayer включає цей звіт до інформації для медичних працівників і рекомендує лікарям, що вони «повинні знати про потенціал серйозних алергічних реакцій» на препарати цього типу . В Австралії у звітах ADRAC, який оцінює звіти про побічні реакції на ліки для Therapeutic Goods Administration, наведено кілька звітів про алергічні проблеми після випадку анафілаксії в 2011 році.

## Хімія
Це органічна сполука з формулою C 6 H 5 CH 2 O 2 CC 6 H 5. Є складним естером бензилового спирту та бензойної кислоти. Утворює або в’язку рідину, або тверді пластівці зі слабким солодко-бальзамічним запахом. Зустрічається в ряді квітів (наприклад, туберози, гіацинта ) і є компонентом перуанського бальзаму та бальзаму Толу.

## Виробництво
Бензилбензоат отримують промисловим способом шляхом реакції бензоату натрію з бензилхлоридом у присутності лугу або трансестерифікацією метилбензоату та бензилового спирту. Це побічний продукт синтезу бензойної кислоти, синтезованої шляхом окислення толуолу. Також може бути синтезований реакцією Тищенка з використанням бензальдегіду з бензилоксидом натрію (утвореного з натрію та бензилового спирту) як каталізатора :

## Зовнішні посилання
- Benzyl Benzoate. Drug Information Portal. U.S. National Library of Medicine.